# Los Angeles Film Critics Association Awards/Spezielle Erwähnung
Seit 1975 werden bei den Los Angeles Film Critics Association Awards „Spezielle Erwähnungen“ ausgesprochen, um Filme, Sendungen, Film- und Medienakteure etc. zu ehren, welche in keine der herkömmlichen, traditionellen Kategorien passen.

## Preisträger
Anmerkungen: In einigen Jahren wurden mehrere Personen/Filme „speziell erwähnt“, in manchen wurde auch keine Ehrung ausgesprochen.
| Jahr      | Preisträger                                               | Ausgezeichnete Leistung                                   | Anmerkungen |
| --------- | --------------------------------------------------------- | --------------------------------------------------------- | --- |
| 1975      | George Cukor                                              | Liebe in der Dämmerung (Love Among the Ruins)             | Gesendet am 6. März 1976 auf ABC |
| 1976      | Marcel Ophüls                                             | Nicht schuldig? (The Memory of Justice)                   | Film über die Nürnberger Prozesse |
| 1976      | Max Laemmle                                               |                                                           | „für seine erfinderische Programmierung der fachkundigen Filme in der Los Angeles Community“                                                                                  |
| 1977      | Charles Gary Allison                                      | Fraternity Row                                            | „für seine Initiative und die Organisation der Produktion „Fraternity Row“ und das Öffnen der Pforten für professionelle Filmproduktionen für fortgeschrittene Filmstudenten“ |
| 1977      | Barbara Kopple                                            | Harlan County, USA                                        | |
| 1978–1980 | Keine spezielle Erwähnung                                 | Keine spezielle Erwähnung                                 | Keine spezielle Erwähnung |
| 1981      | Kevin Brownlow                                            | Napoleon: Abel Gance's Classic Film                       | |
| 1982      | Carlo Rimbaldi                                            | Kostüme und E.T-Puppe des Films E. T. – Der Außerirdische | „für den Hauptteil seines Werkes“ |
| 1983      | Keine spezielle Erwähnung                                 | Keine spezielle Erwähnung                                 | Keine spezielle Erwähnung |
| 1984      | Andrew Sarris                                             |                                                           | Filmkritiker |
| 1984      | François Truffaut                                         |                                                           | Filmregisseur |
| 1985      | Claude Lanzmann                                           | Shoah                                                     | Dokumentarfilm über Zeitzeugen des Holocaust |
| 1986      | Keine spezielle Erwähnung                                 | Keine spezielle Erwähnung                                 | Keine spezielle Erwähnung |
| 1987      | Pierre Sauvage                                            | Les armes de l'esprit                                     | |
| 1988      | Robert Zemeckis                                           | Falsches Spiel mit Roger Rabbit                           | Regisseur des Zeichentrick/Realfilm-Mix Roger Rabbit |
| 1989      | Academy of Motion Picture Arts and Sciences               | Margaret Herrick Library                                  | Film- und Filmdokumentationsarchiv |
| 1990      | Charles Burnett                                           | To Sleep with Anger                                       | |
| 1991      | National Film Board of Canada (NFB)                       |                                                           | Kanadische Filmproduktionsfirma von über 2000 Filmen von 1939 bis zur Gegenwart                                                                                               |
| 1992–1993 | Keine spezielle Erwähnung                                 | Keine spezielle Erwähnung                                 | Keine spezielle Erwähnung |
| 1994      | Pauline Kael                                              |                                                           | Filmkritikerin des The New Yorker |
| 1995–1996 | Keine spezielle Erwähnung                                 | Keine spezielle Erwähnung                                 | Keine spezielle Erwähnung |
| 1997      | Peter Bogdanovich                                         |                                                           | Filmregisseur |
| 1998      | Rick Schmidlin Walter Murch Jonathan Rosenbaum Bob O’Neil | Im Zeichen des Bösen                                      | „für die Restaurierung von Orson Welles’ Film Im Zeichen des Bösen“ |
| 1998      | Barbara Zicka Smith                                       |                                                           | „für ihre Arbeit für die American Cinematheque“ |
| 1999      | Rick Schmidlin Roger Mayer Turner Classic Movies          |                                                           | „für ihre genaue Rekonstruktion und Vermarktung von Erich von Stroheims Greed“                                                                                                |
| 2000      | Charles Champlin                                          |                                                           | |
| 2001      | Joe Grant                                                 |                                                           | Drehbuchautor vieler bekannter Disney-Filme (z. B.: Aladdin, Der König der Löwen und Die Monster AG)                                                                          |
| 2002      | Lilo & Stitch                                             |                                                           | „Hervorragende Leistung im Charakterdesign und der Animation“ |
| 2003      | Keine spezielle Erwähnung                                 | Keine spezielle Erwähnung                                 | Keine spezielle Erwähnung |
| 2004      | Richard Schickel Brian Jamieson von Warner Bros.          | The Big Red One                                           | „für die Rekonstruktion von Samuel Fullers The Big Red One“ |
| 2005      | Kevin Thomas                                              |                                                           | „für seinen Beitrag zur Filmkultur in Los Angeles“ |
| 2005      | David Shepard Bruce Posner Anthology Film Archives        |                                                           | „zur Ehrung von „Unseen Cinema“, eine beispiellose 8 CDs umfassende Sammlung von Filmen von 1894–1941“                                                                        |
| 2006      | Jean-Pierre Melville                                      | Armee im Schatten                                         | „als Anlass für die lange überfällige Veröffentlichung in den Vereinigten Staaten“                                                                                            |
| 2006      | Jonas Mekas                                               |                                                           | „für seine Beiträge zur amerikanischen Filmkultur als Filmemacher, Kritiker und Gründer der Anthology Film Archives“                                                          |
| 2007      | Peter Sellars Simon Field Keith Griffiths                 | New Crowned Hope                                          | anlässlich des 250. Geburtstags von Mozart |
| 2008      | Keine spezielle Erwähnung                                 | Keine spezielle Erwähnung                                 | Keine spezielle Erwähnung |
| 2009      | die Nouvelle Vague                                        |                                                           | anlässlich ihres 50. Jubiläums |
| 2010–2012 | Keine spezielle Erwähnung                                 | Keine spezielle Erwähnung                                 | Keine spezielle Erwähnung |
| 2013      | das kreative Team von 12 Years a Slave                    |                                                           | |
| 2014      | Leonard Maltin                                            |                                                           | |
| 2015      | David Shepard                                             |                                                           | |
| 2016      | Turner Classic Movies                                     |                                                           | |
| 2017      | Keine spezielle Erwähnung                                 | Keine spezielle Erwähnung                                 | Keine spezielle Erwähnung |
| 2018      | The Other Side of the Wind                                |                                                           | |
| 2019–2020 | Keine spezielle Erwähnung                                 | Keine spezielle Erwähnung                                 | Keine spezielle Erwähnung |
| 2021      | L. A. Rebellion                                           |                                                           | |
| 2022      | Gwen Deglise                                              |                                                           | |
| 2023      | Keine spezielle Erwähnung                                 | Keine spezielle Erwähnung                                 | Keine spezielle Erwähnung |